# Alina Kasabijewa
Alina Romanowna Kasabijewa (ros. Алина Романовна Касабиева ;ur. 6 marca 2002) – rosyjska zapaśniczka walcząca w stylu wolnym. Zajęła siódme miejsce na mistrzostwach świata w 2021.
Piąta na mistrzostwach Europy w 2025. Trzecia na olimpijskim festiwalu młodzieży Europy w 2019. Druga na MŚ U-23 w 2024 i trzecia w 2023. Trzecia na ME U-23 w 2024. Mistrzyni świata i Europy juniorów w 2021. Trzecia na MŚ kadetów w 2019 i Europy w 2017. Mistrzyni Rosji w 2022 i 2023 roku.